# Turmhügel Hartungs
Der Turmhügel Hartungs, auch Burg Hartungs oder Schloss Hartungs genannt, ist eine abgegangene Turmhügelburg (Motte) in Hartungs, einem Gemeindeteil der Gemeinde Leupoldsgrün im Landkreis Hof in Bayern.

## Geschichte und Beschreibung
Der Turmhügel wurde als Vorwerk und Wasserburg der Familie von Lüchau auf Konradsreuth erbaut und diente der Altstraßensicherung nach Ahornberg. Der Kernhügel hat einen Durchmesser von 15 bis 20 Metern, die Wassergräben, die im Norden und Westen noch erkennbar sind, sind sechs Meter breit. Die Anlage wurde Mitte des 16. Jahrhunderts als Doppelburg beschrieben, auch schon 1390 ist Pezold Vasmann als Mitbewohner überliefert. 1398 wurden die Lüchauer von Johann III. belehnt, ihnen gehörten in der Gegend sieben Anwesen sowie zwei Wirtshäuser. Im Bräuhaus des Schlosses wurde das Bier für die Wirtshäuser gebraut. 
Da Heinz von Lüchau räuberische Gegner der freien Reichsstadt Nürnberg unterstützten, forderte die Stadt von verschiedenen Rittern Rechenschaft abzulegen und auch die Zerstörung mehrerer Burgen. Der Schwäbische Bund zerstörte 1523 bei einer Strafexpedition schließlich eine Auswahl von Burgen.
Im Dreißigjährigen Krieg wurde die Wasserburg 1632 von Kroaten zerstört. Der angrenzende höher gelegene Wirtschaftshof entwickelte sich im Laufe der Zeit zum Rittergut. Die Lüchauer, die in Hartungs eine eigene ältere und jüngere Linie begründeten, starben 1667 aus.  